# Natriumiodat
Natriumiodat ist eine chemische Verbindung (genauer das Natriumsalz der Iodsäure) aus der Gruppe der Iodate. Es ist ein licht-, luft- und feuchtigkeitsempfindlicher, farb- und geruchloser Feststoff.

## Vorkommen
Natürlich kommt Natriumiodat in einigen Mineralien und Verbindungen z. B. als Beimengung in Chilesalpeter vor.

## Gewinnung und Darstellung
Natriumiodat kann durch Reaktion einer Natrium enthaltenden Base wie zum Beispiel Natriumhydroxid mit Iodsäure hergestellt werden:
{\displaystyle \mathrm {HIO_{3}+NaOH\longrightarrow NaIO_{3}+H_{2}O} }
Weiterhin ist die Darstellung durch Reaktion von Iod mit einer heißen Natriumhydroxidlösung möglich:
{\displaystyle \mathrm {3\;I_{2}+6\;NaOH\longrightarrow NaIO_{3}+5\;NaI+3\;H_{2}O} }

## Eigenschaften
Natriumiodat ist ein Oxidationsmittel. Es kristallisiert im orthorhombischen Kristallsystem mit den Gitterparametern a = 5,75 Å, b = 6,37 Å und c = 4,05 Å. Von der Verbindung sind ein Monohydrat und ein Pentahydrat bekannt.

## Verwendung
Natriumiodat wird als Konservierungsmittel in der Lebensmittelindustrie und als Zusatzstoff in iodiertem Speisesalz eingesetzt.